# Lista de deputados estaduais do Paraná da 14.ª legislatura
Essa é uma lista de deputados estaduais do Paraná eleitos para o período 1999-2003.  Foram eleitos 54 deputados.

## Composição das bancadas
| Partido | Líder                   | Bancada | Posição      |
| ------- | ----------------------- | ------- | ------------ |
| PFL     | Luiz Carlos Alborghetti | 13 / 54 | Governo      |
| PTB     | Carlos Xavier Simões    | 10 / 54 | Governo      |
| PPB     | Tony Garcia             | 8 / 54  | Governo      |
| PMDB    | Orlando Pessuti         | 7 / 54  | Oposição     |
| PSDB    | Sérgio Spada            | 6 / 54  | Governo      |
| PT      | Péricles de Mello       | 4 / 54  | Oposição     |
| PDT     | Edgar Bueno             | 3 / 54  | Oposição     |
| PSB     | Ricardo Maia            | 2 / 54  | Governo      |
| PSC     | Chico Noroeste          | 1 / 54  | Independente |

## Deputados estaduais
| Número | Deputados estaduais eleitos     | Partido | Votação | Cidade onde nasceu   | Unidade federativa |
| 25128  | Aníbal Khury                    | PFL     | 108.527 | Curitiba             | Paraná             |
| 40123  | Antonio Belinati                | PSB     | 87.437  | Campo Grande         | Mato Grosso do Sul |
| 14160  | Valdir Rossoni                  | PTB     | 60.936  | Palmas               | Paraná             |
| 25255  | Marcos Valente Isfer            | PFL     | 58.299  | Curitiba             | Paraná             |
| 25110  | Plauto Miró                     | PFL     | 56.372  | Ponta Grossa         | Paraná             |
| 14110  | Hermas Brandão                  | PTB     | 54.394  | Campinas             | São Paulo          |
| 14190  | Carlos Simões                   | PTB     | 54.057  | Verê                 | Paraná             |
| 25200  | Nelson Garcia                   | PFL     | 53.265  | Rolândia             | Paraná             |
| 25252  | Durval Amaral                   | PFL     | 50.606  | Londrina             | Paraná             |
| 25123  | Luiz Carlos Alborghetti         | PFL     | 49.405  | Andradina            | São Paulo          |
| 25250  | Cleiton Kielse                  | PFL     | 47.787  | Curitiba             | Paraná             |
| 14150  | Beto Richa                      | PTB     | 44.838  | Londrina             | Paraná             |
| 13222  | Angelo Vanhoni                  | PT      | 44.670  | Paranaguá            | Paraná             |
| 11112  | Tony Garcia                     | PPB     | 44.658  | Curitiba             | Paraná             |
| 14111  | Nelson Justus                   | PTB     | 44.557  | Curitiba             | Paraná             |
| 11650  | Tiago de Amorim Novaes          | PPB     | 43.347  | Cascavel             | Paraná             |
| 11311  | Augustinho Zucchi               | PPB     | 40.619  | Pato Branco          | Paraná             |
| 14170  | Ricardo Chab                    | PTB     | 38.427  | Santa Isabel do Ivaí | Paraná             |
| 25150  | Edno Guimarães                  | PFL     | 38.418  | Lavínia              | São Paulo          |
| 14140  | Algaci Tulio                    | PTB     | 37.682  | Curitiba             | Paraná             |
| 25125  | Hidekazu Takayama               | PFL     | 37.169  | Rolândia             | Paraná             |
| 20104  | Chico Noroeste                  | PSC     | 36.961  | Foz do Iguaçu        | Paraná             |
| 14121  | Cezar Silvestri                 | PTB     | 36.363  | Guarapuava           | Paraná             |
| 11789  | Fernando Ribas Carli            | PPB     | 36.248  | Guarapuava           | Paraná             |
| 45667  | Renato Gaúcho                   | PSDB    | 35.908  | Porto Alegre         | Rio Grande do Sul  |
| 25155  | Elio Rusch                      | PFL     | 35.138  | Crissiumal           | Rio Grande do Sul  |
| 25103  | Basílio Zanusso                 | PFL     | 34.976  | José Bonifácio       | São Paulo          |
| 15178  | Nereu Moura                     | PMDB    | 34.427  | São João             | Paraná             |
| 11223  | Duílio Genari                   | PPB     | 34.213  | Veranópolis          | Rio Grande do Sul  |
| 45198  | Pastor Edson Praczyk            | PSDB    | 32.276  | São Paulo            | São Paulo          |
| 25190  | Geraldo Cartário Ribeiro        | PFL     | 31.935  | Mandirituba          | Paraná             |
| 15200  | Edson Strapasson                | PMDB    | 31.537  | Colombo              | Paraná             |
| 14234  | Miltinho Pupio                  | PTB     | 30.996  | Jandaia do Sul       | Paraná             |
| 15130  | Orlando Pessuti                 | PMDB    | 30.301  | Califórnia           | Paraná             |
| 14123  | Luiz Accorsi                    | PTB     | 29.973  | São Paulo            | São Paulo          |
| 25170  | Luiz Carlos Martins             | PFL     | 29.867  | Bilac                | São Paulo          |
| 11111  | Cesar Seleme                    | PPB     | 29.155  | Ituporanga           | Santa Catarina     |
| 11144  | Neivo Beraldin                  | PPB     | 26.983  | Erechim              | Rio Grande do Sul  |
| 45450  | Sérgio Spada                    | PSDB    | 25.864  | Planalto             | Rio Grande do Sul  |
| 45255  | José Maria Ferreira             | PSDB    | 25.193  | Uraí                 | Paraná             |
| 15107  | Caíto Quintana                  | PMDB    | 25.176  | Santo Augusto        | Rio Grande do Sul  |
| 13115  | Péricles de Mello               | PT      | 25.094  | Ponta Grossa         | Paraná             |
| 12612  | Edgar Bueno                     | PDT     | 24.234  | Marcelino Ramos      | Rio Grande do Sul  |
| 15280  | Ademir Bier                     | PMDB    | 23.389  | Erechim              | Rio Grande do Sul  |
| 11555  | Fernando Guimarães              | PPB     | 22.690  | Maringá              | Paraná             |
| 15123  | Waldyr Pugliesi                 | PMDB    | 22.172  | Monte Alto           | São Paulo          |
| 15190  | Antônio Anibelli                | PMDB    | 20.867  | Clevelândia          | Paraná             |
| 45160  | Luiz Fernandes da Silva (Litro) | PSDB    | 19.159  | Dois Vizinhos        | Paraná             |
| 40500  | Ricardo Maia                    | PSB     | 18.758  | Passos               | Minas Gerais       |
| 12222  | Luiz Carlos Zuk                 | PDT     | 18.042  | Ponta Grossa         | Paraná             |
| 13213  | Irineu Colombo                  | PT      | 16.710  | Medianeira           | Paraná             |
| 45999  | Serafina Martins Carrilho       | PSDB    | 15.952  | Maringá              | Paraná             |
| 13190  | Hermes Fonseca                  | PT      | 15.831  | Assis                | São Paulo          |
| 12654  | Moysés Leônidas                 | PDT     | 14.363  | Ribeirão do Pinhal   | Paraná             |